# Assassinats de la Mocro-maffia
 (mai 2023).
Si vous disposez d'ouvrages ou d'articles de référence ou si vous connaissez des sites web de qualité traitant du thème abordé ici, merci de compléter l'article en donnant les références utiles à sa vérifiabilité et en les liant à la section « Notes et références ».
 (mai 2023).

Les assassinats de la Mocro-maffia désignent une série d'éliminations ciblées et violentes liées à des règlements de comptes entre différents clans criminels d'origine marocaine, principalement actifs aux Pays-Bas et en Belgique. Ces assassinats sont principalement orchestrés dans le cadre de la lutte pour le contrôle du trafic de drogue, notamment de la cocaïne, en Europe.

Anvers, lieu en Belgique où la Mocro Maffia entre en guerre en 2012.

## Contexte

### Conflit Azouagh vs Chengachi (1999-2005)
Les premiers règlements de comptes remontent au début des années 2000, à Tanger, au Maroc, lorsque des inconnus ouvrent le feu sur plusieurs membres de la famille Azaouagh (originaire de Bréda aux Pays-Bas) alors qu'ils étaient attablés en terrasse du restaurant Di Napoli situé dans le coin entre la Rue Reda et le Boulevard Beethoven, tuant Jamal Azouagh et blessant également un cireur de chaussures de 12 ans et deux passants. Youssef Azouagh, présent aussi, survit à cette fusillade.
Le 10 novembre 2004, alors que Youssef Azaouagh (44 ans) sort de sa voiture pour rentrer chez lui, il est finalement abattu à Bréda. L'auteur de son assassinat n'est jamais retrouvé.

## Liste d'assassinats
En 2012, à la suite d'une guerre qui éclate entre plusieurs réseaux, les assassinats s'intensifient. Elles ont principalement lieu en Belgique, aux Pays-Bas et en Espagne. Les auteurs et les victimes sont souvent des binationaux Néerlando-Marocains, Belgo-Marocains ou Néerlando-Surinamais.

## Réactions politiques
- Belgique : le bourgmestre de la ville d'Anvers Bart De Wever a fait sa déclaration à la suite de la sortie du livre Borgerokko Maffia : « La Mocro-maffia fait plus de dégâts que la drogue en elle-même. »[158].
- Pays-Bas : le journaliste néerlandais John van den Heuvel du journal De Telegraaf déclare après l'attentat de juin 2018 : « Ridouan Taghi est le criminel le plus recherché des Pays-Bas. À chaque fois que l'on dit ou que l'on écrit quelque chose sur lui, il y a des conséquences, des attentats et des menaces. Au moment où tu es journaliste et que t'écris sur lui, tu prends des risques de te faire assassiner. »[159].